# 圣埃伦娜半岛
2°12′48″S 80°58′21″W / 2.21333°S 80.97250°W
圣埃伦娜半岛（西班牙語：Península de Santa Elena）位于厄瓜多尔西部圣埃伦娜省，是南美洲西海岸沙漠的最北端，南临瓜亚基尔湾，北滨圣埃伦娜湾。气候干旱。东南岸的安孔（Ancón）是厄瓜多尔重要的油田，但石油资源接近枯竭。半岛上有炼油厂、盐矿和化肥厂。半岛北岸的拉利伯塔德是厄瓜多尔重要港口。西端的萨利纳斯附近拥有优良的海岸，旅游业发展迅速。